# Huang Kuo-chang
Pour les articles homonymes, voir Huang.
Huang Kuo-chang (en chinois : 黃國昌) est un militant et homme politique taïwanais né le 19 août 1973 à Nouveau Taipei. Il est un des meneurs du mouvement Tournesol des Étudiants de 2014.
En 2015, Huang Kuo-chang rejoint le nouveau Parti du nouveau pouvoir (New Power Party, NPP) dont il prend la direction. Candidat à l'élection législative de 2016, il est élu dans la 12e circonscription de Nouveau Taipei.

## Biographie
Huang suit des études de droit à l'université nationale de Taïwan, puis à l'université Cornell où il obtient un doctorat. Il revient ensuite au pays et rejoint l'Academia sinica, un centre de recherche très réputé à Taïwan.
Lors de l'élection législative de 2016 dans la 12e circonscription de Nouveau Taipei, Huang est opposé au député sortant, Lee Ching-hua, du Kuomintang. Le Parti démocrate progressiste (DPP) dont le NPP est proche, ne présente pas de candidat dans la circonscription pour faciliter son élection. Il est vainqueur avec 51,5 % des voix.